# تنظيم عصبة الأمم

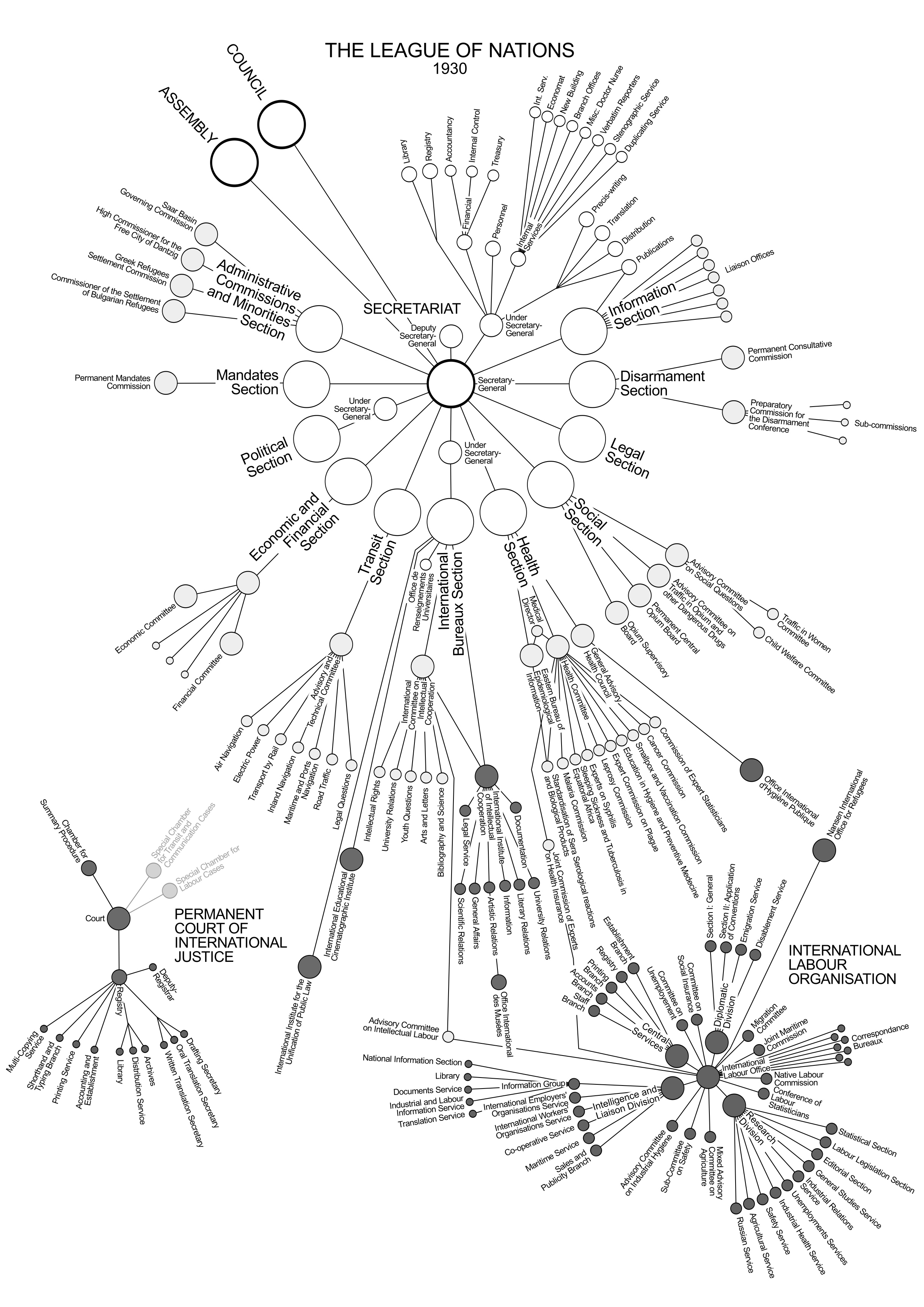
مخطط تنظيم عصبة الأمم (في عام 1930).

تأسست عصبة الأمم بثلاثة أجهزة دستورية رئيسية: الجمعية، والمجلس، والأمانة العامة الدائمة. وكان الجناحان الأساسيان للعصبة هما المحكمة الدائمة للعدل الدولي ومنظمة العمل الدولية.
ولم يتم تحديد العلاقات بين الجمعية والمجلس بشكل صريح، وكانت اختصاصاتهما - مع بعض الاستثناءات - متماثلة إلى حد كبير. ويتناول كل جهاز أي مسألة تقع ضمن نطاق اختصاص عصبة الأمم أو تؤثر على السلام في العالم. وقد يتم إحالة مسائل أو مهام معينة إلى المجلس أو الجمعية. قد يتم نقل المرجع من جسم إلى آخر.

## الأجهزة الدستورية
كانت عصبة الأمم تتكون من ثلاث مؤسسات رئيسية: الأمانة العامة، والجمعية، والمجلس. 

### الأمانة الدائمة
تتألف الأمانة الدائمة -التي أنشئت في مقر عصبة الأمم في جنيف- من هيئة من الخبراء في مجالات مختلفة تحت إشراف الأمين العام. وفقًا للمؤرخة سوزان بيدرسن، كانت أمانة عصبة الأمم "شيئًا جديدًا تمامًا: بيروقراطية دولية حقيقية، منظمة حسب الوظيفة وليس حسب الجنسية، ومخلصة للثرثرة الدولية، وقادرة على إدارة برنامج معقد بكفاءة". 
كانت الأقسام الرئيسية للأمانة العامة هي: القسم السياسي؛ القسم المالي والاقتصادي؛ قسم الاتصالات والعبور؛ قسم الأقليات والإدارة (سار ودانزج)؛ القسم التفويضي؛ قسم نزع السلاح؛ القسم الصحي؛ القسم الاجتماعي (الأفيون والاتجار بالنساء والأطفال)؛ القسم القانوني؛ وقسم المعلومات. وكان كل قسم مسؤولاً عن جميع الأعمال الإدارية الرسمية المتعلقة بموضوعه المحدد، وأعد ونظم جميع الاجتماعات والمؤتمرات التي عقدت في هذا الصدد.
وكان موظفو أمانة العصبة مسؤولين عن إعداد جدول أعمال المجلس والجمعية ونشر تقارير الاجتماعات وغيرها من الأمور الروتينية، وكانوا بمثابة الخدمة المدنية للمنظمة.  في كثير من الأحيان كان يُنظر إلى الأمانة العامة على أنها صغيرة جدًا بحيث لا تتمكن من التعامل مع جميع الشؤون الإدارية للرابطة. على سبيل المثال، بلغ العدد الإجمالي للمسؤولين المصنفين كأعضاء في الأمانة العامة 75 في سبتمبر/أيلول 1924. بلغ إجمالي عدد الموظفين، بما في ذلك جميع الخدمات الكتابية، حوالي 400 شخصًا في عام 1925. 
بشكل عام، يمكن تصنيف وثائق الرابطة إلى الفئات التالية: وثيقة معروضة للبيع العام، ووثائق غير معروضة للبيع العام، ووثائق مصنفة، مثل سرية وخصوصية. كانت السمة المميزة للوثائق الصادرة عن عصبة الأمم هي تصنيفها حسب الأشخاص الموجهة إليهم وليس حسب موضوعاتها.
| رمز | التوزيع                                                                       |
| --- | ----------------------------------------------------------------------------- |
| A   | - الوثائق الموجهة إلى وفود الجمعية والدول الأعضاء                             |
| C   | - الوثائق الموجهة إلى أعضاء المجلس                                            |
| M   | - الوثائق الموجهة إلى كافة الدول الأعضاء                                      |
| CL  | - الرسائل الدورية الموجهة إلى أعضاء المجلس وإلى مجموعة معينة من الدول الأعضاء |

وقد أشار العهد على وجه التحديد إلى أن الأمين العام هو البريطاني إريك دراموند،  دون الإشارة إلى مدة ولايته.  خدم دراموند حتى يوليو 1933 وخلفه الفرنسي جوزيف أفينول، والذي خلفه بدوره في أغسطس 1940 الأيرلندي شون ليستر. كان جان مونيه نائب الأمين العام المؤثر للعصبة من يونيو 1919 إلى يناير 1923، عندما خلفه أفينول.  :86شغل بابلو دي أزكاراتي منصب خليفة أفينول كنائب للأمين العام من عام 1933 إلى عام 1936.

### الجمعية

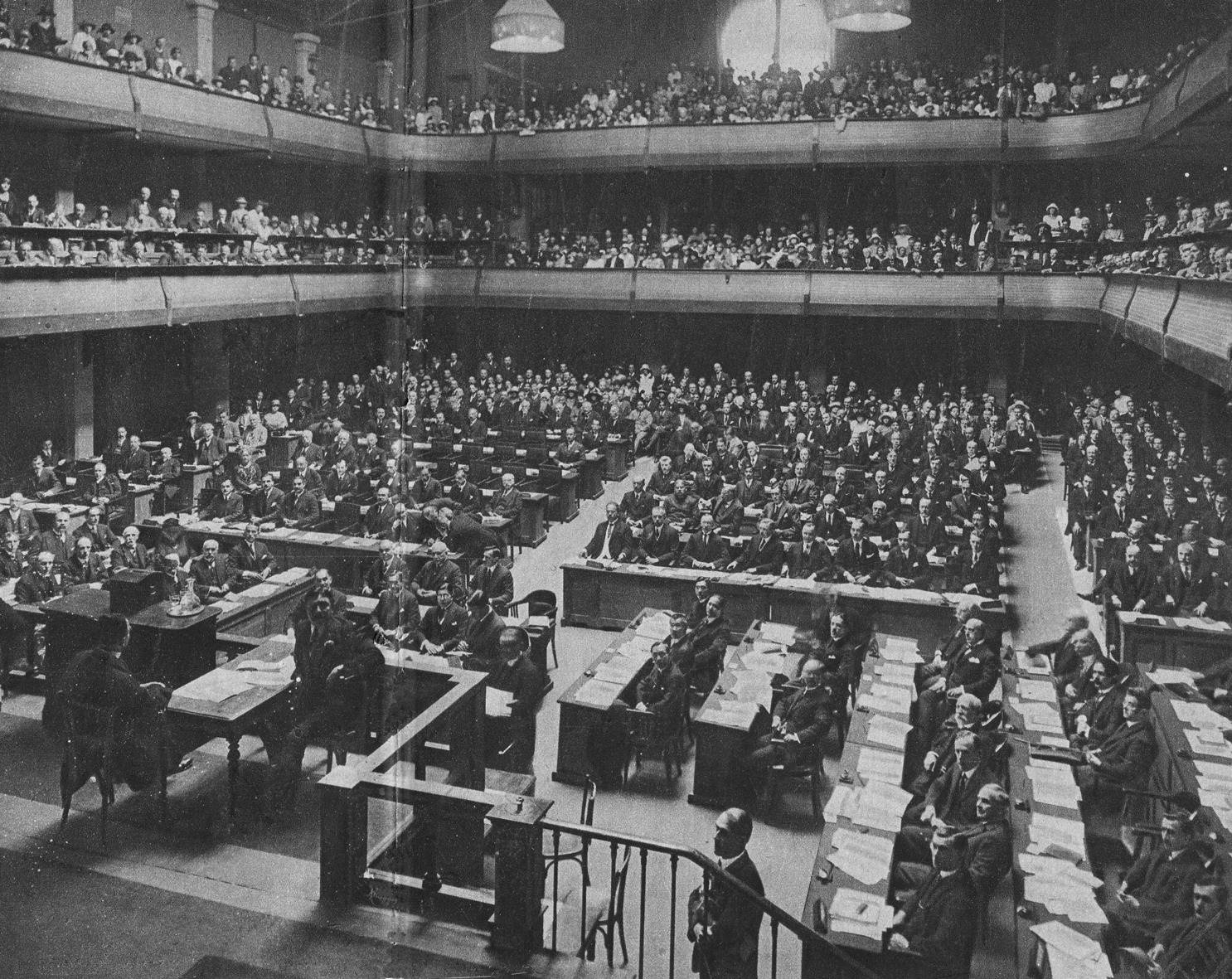
دورة الجمعية (1923)، التي عقدت في جنيف في قاعة الإصلاح (في مبنى يقع على زاوية شارع هيلفيتيك وشارع رون) من عام 1920 إلى عام 1929، وفي مبنى الانتخابات أو قصر الانتخابات (شارع الجنرال دوفور 24) من عام 1930 إلى عام 1936، وكذلك في جلسات خاصة في قصر نزع السلاح المجاور لقصر ويلسون، قبل الانتقال إلى قاعة الجمعية في قصر الأمم.

تتألف الجمعية من ممثلي كافة الدول الأعضاء في الرابطة. كان لكل دولة ما يصل إلى ثلاثة ممثلين وصوت واحد.  عقدت الجمعية جلساتها في جنيف واجتمعت سنويًا في أول يوم اثنين من شهر سبتمبر وفقًا لقواعد الإجراءات الخاصة بالجمعية المعتمدة في اجتماعها الحادي عشر، 30 نوفمبر 1920.  يجوز عقد دورة خاصة للجمعية بناءً على طلب أحد الأعضاء، بشرط موافقة أغلبية الأعضاء.
كان للجمعية ثلاثة أشكال من السلطة: 
1. الهيئة الانتخابية: تقبل الجمعية الأعضاء الجدد في الرابطة، وتنتخب الأعضاء غير الدائمين في المجلس، وتنتخب قضاة المحكمة الدائمة
2. السلطة التأسيسية: تناقش الجمعية وتقترح تعديلات على العهد.
3. السلطة التداولية: تستطيع الجمعية مناقشة أي قضية تتعلق بالعهد أو بالسلام الدولي بشكل عام.

وتضمنت الوظائف الخاصة للجمعية قبول الأعضاء الجدد، والانتخاب الدوري للأعضاء غير الدائمين في المجلس، وانتخاب قضاة المحكمة الدائمة مع المجلس، ومراقبة الميزانية. وفي الممارسة العملية، أصبحت الجمعية القوة التوجيهية العامة لأنشطة العصبة.
انعقدت الاجتماعات العامة للجمعية الأولى في الفترة من 15 نوفمبر إلى 18 ديسمبر في جنيف، سويسرا.  وفي الجلسة الافتتاحية، حضرها 41 دولة (من أصل 42 دولة عضو). وتم قبول ست دول خلال الاجتماعات وبالتالي تم تمثيلها خلال الدورة (ألبانيا، النمسا، بلغاريا، كوستاريكا، فنلندا ولوكسمبورج). وفي المجمل، عٌقدت واحد وثلاثين جلسة عامة. كانت القضايا الرئيسية خلال الدورة الأولى هي: تنظيم الأمانة العامة، وإنشاء منظمة جديدة للتعامل مع مسألة الصحة، وجهاز جديد للتعامل مع الاتصالات والعبور، ومنظمة اقتصادية ومالية جديدة، وقبول دول أعضاء جديدة، والعلاقات بين المجلس والجمعية، وترشيح الأعضاء غير الدائمين في المجلس، وإنشاء المحكمة الدائمة للعدل الدولي، والميزانيتين الأولى والثانية لعصبة الأمم، والصراع بين بولندا وروسيا السوفيتية، وإعادة أسرى الحرب إلى أوطانهم.

#### الرئيس
وكان رئيس الجمعية هو بول هايمانز من بلجيكا وكان الرئيس الفخري هو جوزيبي موتا من سويسرا. انتخبت الجمعية في جلستها العامة الخامسة نواب الرئيس الستة.  وشارك في التصويت تسع وثلاثون دولة، وبالتالي فإن الأغلبية المطلوبة كانت عشرين صوتا.
| نائب الرئيس                             | الدولة        | الأصوات في الاقتراع الأول |
| --------------------------------------- | ------------- | ------------------------- |
| سعادة الفيكونت إيشي كيكوجيرو            | اليابان       | 32                        |
| سعادة جونخير هيرمان أدريان فان كارنيبيك | هولندا        | 31                        |
| سعادة الدكتور هونوريو بويريدون          | الأرجنتين     | 28                        |
| سعادة الدكتور إدوارد بينيش              | تشيكوسلوفاكيا | 26                        |
| سعادة السير جورج يولاس فوستر            | كندا          | 22                        |
| سعادة السيد رودريجو أوتافيو             | البرازيل      | 18                        |

انتخب نائب الرئيس السادس في اقتراع ثان بأغلبية 22 صوتًا. وكان نواب الرئيس بحكم مناصبهم رؤساء للجان وهم: آرثر بلفور من الإمبراطورية البريطانية؛ وتوماسو تيتوني من إيطاليا؛ وليون بورجوا من فرنسا؛ وخوسيه ماريا كوينونيس دي ليون من إسبانيا؛ وأنطونيو هونيوس جانا من تشيلي؛ وهجالمار برانتنج من السويد.

#### اللجان
تألفت اللجنة العامة للجمعية من الرئيس ونواب الرئيس الإثني عشر بالإضافة إلى السير إريك دراموند، الأمين العام.  كانت هناك ست لجان: (1) المسائل الدستورية، برئاسة آرثر بلفور (بريطانيا)، (2) المنظمات الفنية، برئاسة م. تيتوني (إيطاليا)، (3) المحكمة الدائمة للعدل الدولي برئاسة ليون بورجوا (فرنسا)، (4) تنظيم الأمانة العامة والمالية للعصبة برئاسة كوينونيس دي ليون (أسبانيا)، (5) قبول الأعضاء الجدد في العصبة برئاسة هونيوس جانا (تشيلي)، و(6) مسائل التفويضات والتسليح والسلاح الاقتصادي برئاسة هجلمار برانتنج (السويد).

### المجلس
عمل مجلس العصبة كنوع من الهيئة التنفيذية التي توجه أعمال الجمعية، على الرغم من أن العهد لا يوضح العلاقة الدقيقة بين المجلس والجمعية.  بدأ المجلس بأربعة أعضاء دائمين (المملكة المتحدة، فرنسا، إيطاليا، اليابان) وأربعة أعضاء غير دائمين تم انتخابهم من قبل الجمعية لمدة ثلاث سنوات. وكانت الدول الأربع الأولى غير الدائمة العضوية هي بلجيكا والبرازيل واليونان وإسبانيا. وكان من المفترض أن تصبح الولايات المتحدة العضو الدائم الخامس، إلا أن مجلس الشيوخ الأمريكي صوت في 19 مارس/آذار 1920 ضد التصديق على معاهدة فرساي، مما منع المشاركة الأمريكية في عصبة الأمم.
وكثيراً ما أوصت الجمعية المجلس باتخاذ إجراء معين، وهو ما كان المجلس يقوم به عادة بعد ذلك.  وبسبب صغر عدد أعضائه، كان المجلس يجتمع بشكل أكثر انتظامًا. 

#### قائمة جلسات المجلس، 1920
| الجلسة  | المكان        | التواريخ                |
| ------- | ------------- | ----------------------- |
| الأولى  | باريس         | 16 يناير 1920           |
| الثانية | لندن          | 11 – 13 فبراير 1920     |
| الثالثة | باريس         | 12 – 13 مارس 1920       |
| الرابعة | باريس         | 9 – 11 أبريل 1920       |
| الخامسة | روما          | 14 – 19 مايو 1920       |
| السادسة | لندن          | 14-16 يونيو 1920        |
| السابعة | لندن          | 9 – 20 يوليو 1920       |
| الثامنة | سان سيباستيان | 30 يوليو – 5 أغسطس 1920 |
| التاسعة | باريس         | 16 – 20 سبتمبر 1920     |
| العاشرة | بروكسل        | 20 – 28 أكتوبر 1920     |

انعقدت الدورة الأولى للمجلس في باريس بمقر وزارة الخارجية (قاعة الساعة) في 16 يناير/كانون الثاني 1920. وكانت الدول الأعضاء التالية ممثلة في الرابطة: بلجيكا، البرازيل، بريطانيا، فرنسا، اليونان، إيطاليا، اليابان، وإسبانيا. انتخب الممثل الفرنسي السيد ليون بورجوا كأول رئيس للمجلس.
انعقدت الدورة الثانية للمجلس في لندن بقصر سانت جيمس في 11 فبراير 1920. وكانت الدول الأعضاء التالية ممثلة في الرابطة: بلجيكا، البرازيل، بريطانيا، فرنسا، اليونان، إيطاليا، اليابان، وإسبانيا. وانتخب إيه جيه بلفور رئيسًا للمجلس. وحضر الأمين العام للعصبة، السير إريك دراموند، وساعد في إعداد جدول الأعمال والوثائق ذات الصلة.
انعقدت الدورة الثالثة للمجلس في كيه دورسيه في باريس في 13 مارس 1920. وكانت الدول الأعضاء التالية ممثلة في الرابطة: بلجيكا، البرازيل، بريطانيا، فرنسا، اليونان، إيطاليا، اليابان، وإسبانيا. وبموجب المادة السادسة من العهد، جلس السيد زامويسكي، سفير بولندا في باريس، كعضو أثناء المناقشة المتعلقة ببولندا، وخاصة بشأن التيفوس في بولندا.
انعقدت الدورة الرابعة للمجلس في قصر بوتي لوكسمبورج في باريس في الفترة من 9 إلى 11 أبريل 1920. وكانت الدول الأعضاء التالية ممثلة في الرابطة: بلجيكا، البرازيل، بريطانيا، فرنسا، اليونان، إيطاليا، اليابان، وإسبانيا. وكانت القضايا الرئيسية التي تمت مناقشتها هي: وضع أرمينيا، وحماية الأقليات في تركيا، وإعادة أسرى الحرب في سيبيريا، ومسألة دانزيج.
انعقدت الدورة الخامسة للمجلس في قصر كيجي بروما في 15 مايو 1920. وكان رئيس الدورة هو الممثل الإيطالي السيد تيتوني. وكانت القضايا الرئيسية التي تمت مناقشتها هي: الاتجار بالنساء والأطفال، ومسألة أوبين ومالميدي، والوقاية من الأمراض في أوروبا الوسطى، واللجنة الدولية للحقوقيين، والسجناء في سيبيريا. انعقد الاجتماع العام الثاني في الكابيتول في 19 مايو 1920.

#### الأعضاء الدائمون في المجلس
| الفترة    | الأعضاء الدائمون | ملاحظات |
| --------- | ---------------- | --- |
| 1920–1926 | المملكة المتحدة  | انظر المادة 4، الفقرة الأولى من العهد |
| 1920–1926 | فرنسا            | انظر المادة 4، الفقرة الأولى من العهد |
| 1920–1926 | إيطاليا          | انظر المادة 4، الفقرة الأولى من العهد |
| 1920–1926 | اليابان          | انظر المادة 4، الفقرة الأولى من العهد |
| 1926–1933 | المملكة المتحدة  | انظر قرار الجمعية الصادر في 8 سبتمبر 1926، الجريدة الرسمية، الملحق الخاص 43، ص 29 بشأن ألمانيا                                                          |
| 1926–1933 | فرنسا            | انظر قرار الجمعية الصادر في 8 سبتمبر 1926، الجريدة الرسمية، الملحق الخاص 43، ص 29 بشأن ألمانيا                                                          |
| 1926–1933 | إيطاليا          | انظر قرار الجمعية الصادر في 8 سبتمبر 1926، الجريدة الرسمية، الملحق الخاص 43، ص 29 بشأن ألمانيا                                                          |
| 1926–1933 | اليابان          | انظر قرار الجمعية الصادر في 8 سبتمبر 1926، الجريدة الرسمية، الملحق الخاص 43، ص 29 بشأن ألمانيا                                                          |
| 1926–1933 | ألمانيا          | انظر قرار الجمعية الصادر في 8 سبتمبر 1926، الجريدة الرسمية، الملحق الخاص 43، ص 29 بشأن ألمانيا                                                          |
| 1933–1934 | المملكة المتحدة  | في 27 مارس 1933 أعلنت اليابان انسحابها، الجريدة الرسمية، مايو 1933، ص 657؛ وفي 19 أكتوبر 1933 أعلنت ألمانيا انسحابها، الجريدة الرسمية، يناير 1934، ص 16 |
| 1933–1934 | فرنسا            | في 27 مارس 1933 أعلنت اليابان انسحابها، الجريدة الرسمية، مايو 1933، ص 657؛ وفي 19 أكتوبر 1933 أعلنت ألمانيا انسحابها، الجريدة الرسمية، يناير 1934، ص 16 |
| 1933–1934 | إيطاليا          | في 27 مارس 1933 أعلنت اليابان انسحابها، الجريدة الرسمية، مايو 1933، ص 657؛ وفي 19 أكتوبر 1933 أعلنت ألمانيا انسحابها، الجريدة الرسمية، يناير 1934، ص 16 |
| 1934–1937 | المملكة المتحدة  | انظر قرار الجمعية الصادر في 18 سبتمبر 1934 بشأن اتحاد الجمهوريات الاشتراكية السوفييتية                                                                  |
| 1934–1937 | فرنسا            | انظر قرار الجمعية الصادر في 18 سبتمبر 1934 بشأن اتحاد الجمهوريات الاشتراكية السوفييتية                                                                  |
| 1934–1937 | إيطاليا          | انظر قرار الجمعية الصادر في 18 سبتمبر 1934 بشأن اتحاد الجمهوريات الاشتراكية السوفييتية                                                                  |
| 1934–1937 | الاتحاد السوفيتي | انظر قرار الجمعية الصادر في 18 سبتمبر 1934 بشأن اتحاد الجمهوريات الاشتراكية السوفييتية                                                                  |
| 1937–1939 | المملكة المتحدة  | في 14 ديسمبر 1939، تم استبعاد اتحاد الجمهوريات الاشتراكية السوفييتية من عصبة الأمم بموجب المادة 16، الفقرة 4 من العهد                                   |
| 1937–1939 | فرنسا            | في 14 ديسمبر 1939، تم استبعاد اتحاد الجمهوريات الاشتراكية السوفييتية من عصبة الأمم بموجب المادة 16، الفقرة 4 من العهد                                   |
| 1937–1939 | الاتحاد السوفيتي | في 14 ديسمبر 1939، تم استبعاد اتحاد الجمهوريات الاشتراكية السوفييتية من عصبة الأمم بموجب المادة 16، الفقرة 4 من العهد                                   |
| 1939–1946 | المملكة المتحدة  | |
| 1939–1946 | فرنسا            | |

#### الأعضاء غير الدائمين في المجلس
وقد حدد عدد الأعضاء غير الدائمين في المجلس بأربعة بموجب المادة 4، الفقرة الأولى من العهد. وكان من المقرر أن يتم اختيارهم من قبل الجمعية من وقت لآخر حسب تقديرها. تمت زيادة عدد الأعضاء غير الدائمين في المجلس من أربعة إلى ستة بموجب قرار الجمعية الصادر في 25 سبتمبر 1922. وفي عام 1926 زاد عدد الأعضاء إلى تسعة. في عام 1933، تمت زيادة عدد المقاعد غير الدائمة في المجلس مؤقتًا من تسعة إلى عشرة. وفي عام 1936 وافقت الجمعية على زيادة أخرى إلى أحد عشر.
| السنة | الأعضاء |
| ----- | --- |
| 1920  | بلجيكا البرازيل اليونان فارس بولندا إسبانيا السويد                                                                                                |
| 1921  | بلجيكا البرازيل الصين إسبانيا |
| 1922  | بلجيكا البرازيل الصين إسبانيا |
| 1923  | بلجيكا البرازيل الصين إسبانيا السويد أوروغواي |
| 1924  | بلجيكا البرازيل تشيكوسلوفاكيا إسبانيا السويد أوروغواي                                                                                             |
| 1925  | بلجيكا البرازيل تشيكوسلوفاكيا إسبانيا السويد أوروغواي                                                                                             |
| 1926  | بلجيكا البرازيل (انسحبت في 14 يونيو 1926) تشيلي كولومبيا تشيكوسلوفاكيا السلفادور هولندا رومانيا إسبانيا (انسحبت في 8 سبتمبر 1926) السويد أوروغواي |
| 1927  | بلجيكا تشيلي الصين كولومبيا تشيكوسلوفاكيا السلفادور هولندا بولندا رومانيا                                                                         |
| 1928  | كندا تشيلي الصين كولومبيا كوبا فنلندا هولندا فارس بولندا رومانيا إسبانيا فنزويلا                                                                  |

| الفترة                                | عضو غير دائم        | ملاحظات      |
| ------------------------------------- | ------------------- | ------------ |
| 1933–1936                             | الأرجنتين           |              |
| 1933–1936                             | أستراليا            |              |
| 1920–1926، 1937–1939                  | بلجيكا              |              |
| 1936–1939                             | بوليفيا             |              |
| 1920–1926                             | البرازيل            |              |
| 1927–1930                             | كندا                |              |
| 1926-1929، 1934-1937                  | تشيلي               |              |
| 1920-1923، 1926-1928، 1931-1934، 1936 | الصين               |              |
| 1926–1928                             | كولومبيا            |              |
| 1927–1930                             | كوبا                |              |
| 1923–1926, 1932–1935                  | تشيكوسلوفاكيا       |              |
| 1933–1936                             | الدنمارك            |              |
| 1938–1939                             | جمهورية الدومينيكان |              |
| 1935–1938                             | الإكوادور           |              |
| 1939                                  | مصر                 |              |
| 1926                                  | السلفادور           |              |
| 1927–1930                             | فنلندا              |              |
| 1920، 1938–1939                       | اليونان             |              |
| 1930–1933                             | غواتيمالا           |              |
| 1928-1931، 1937-1939                  | فارس                |              |
| 1930–1933                             | أيرلندا             |              |
| 1936–1939                             | لاتفيا              |              |
| 1932–1935                             | المكسيك             |              |
| 1926–1928                             | هولندا              |              |
| 1936–1939                             | نيوزيلندا           |              |
| 1930–1933                             | النرويج             |              |
| 1931–1934                             | بنما                |              |
| 1929–1932، 1937–1939                  | البيرو              |              |
| 1926–1939                             | بولندا              | عضو شبه دائم |
| 1933–1936                             | البرتغال            |              |
| 1926–1929، 1935–1938                  | رومانيا             |              |
| 1939                                  | جنوب أفريقيا        |              |
| 1920–1926، 1928–1937                  | إسبانيا             | عضو شبه دائم |
| 1923-1926، 1936-1939                  | السويد              |              |
| 1934–1937                             | تركيا               |              |
| 1923–1926                             | الأوروغواي          |              |
| 1928–1931                             | فنزويلا             |              |
| 1929–1932، 1938–1939                  | يوغوسلافيا          |              |

### قاعدة الاجماع
وكان الإجماع مطلوبا لاتخاذ القرارات في كل من الجمعية والمجلس، باستثناء المسائل الإجرائية وبعض الحالات المحددة الأخرى، مثل قبول أعضاء جدد. وكان هذا التنظيم العام المتعلق بالإجماع بمثابة اعتراف بالسيادة الوطنية.
سعت العصبة إلى إيجاد الحل بالاتفاق وليس بالإملاء. ومع ذلك، في حالة النزاع، لم يكن من الضروري موافقة أطراف النزاع للإجماع. وفي حالة إحالة النزاع إلى الجمعية، فإن القرار يتطلب موافقة أغلبية الجمعية فقط، ولكن بما في ذلك جميع أعضاء المجلس.

## أجسام أخرى
وقد نص العهد على إنشاء هيئات مساعدة لمعالجة مسائل مختلفة ذات طابع فني إلى حد ما. وأشرفت عصبة الأمم على المحكمة الدائمة للعدل الدولي، ومنظمة العمل الدولية، والعديد من الوكالات واللجان الأخرى التي أنشئت للتعامل مع المشاكل الدولية الملحة. وشملت هذه الهيئات لجنة نزع السلاح، ومنظمة الصحة، ولجنة الانتدابات، واللجنة الدولية للتعاون الفكري (التي سبقت اليونسكو)، والمجلس المركزي الدائم للأفيون، ولجنة اللاجئين، ولجنة العبودية، والمنظمة الاقتصادية والمالية. وقد تم نقل العديد من هذه المؤسسات إلى الأمم المتحدة بعد الحرب العالمية الثانية؛ فمنظمة العمل الدولية، والمحكمة الدائمة للعدل الدولي (محكمة العدل الدولية)، ومنظمة الصحة (التي أعيد هيكلتها لتصبح منظمة الصحة العالمية) أصبحت جميعها مؤسسات تابعة للأمم المتحدة.

### المحكمة الدائمة للعدل الدولي
نص العهد على إنشاء المحكمة الدائمة للعدل الدولي، ولكن لم يتم إنشاؤها بموجبه. وقد وضع المجلس والجمعية نظامها الأساسي. وكان يتم انتخاب قضاتها من قبل المجلس والجمعية العامة، وكانت الميزانية الخاصة بها يتم توفيرها من قبل الجمعية العامة. وتألفت المحكمة من إحدى عشر قاضياً وأربعة نواب للقضاة، تم انتخابهم لمدة تسع سنوات. وكانت المحكمة مختصة بالنظر والفصل في أي نزاع دولي يحيله الأطراف المعنيون إليها. ويجوز للمحكمة أيضًا إبداء رأي استشاري في أي نزاع أو مسألة تحال إليها من قبل المجلس أو الجمعية. وكانت المحكمة مفتوحة أمام جميع دول العالم في ظل ظروف واسعة معينة. يمكن تقديم أسئلة واقعية بالإضافة إلى أسئلة قانونية.

### منظمة العمل الدولية
تأسست منظمة العمل الدولية في عام 1919 على أساس الجزء الثالث عشر من معاهدة فرساي وأصبحت جزءًا من عمليات عصبة الأمم.
كانت منظمة العمل الدولية، على الرغم من أنها تضم نفس الأعضاء مثل عصبة الأمم، وتخضع لرقابة ميزانية الجمعية، منظمة مستقلة لها هيئتها الإدارية الخاصة، ومؤتمرها العام الخاص، وأمانتها الخاصة. وكان دستورها مختلفا عن دستور عصبة الأمم: إذ لم يكن التمثيل مسموحا للحكومات فحسب، بل ولممثلي أصحاب العمل ومنظمات العمال.

### المنظمات الناشئة عن العهد
وقد ترك العهد للمجلس والجمعية سلطة تقديرية واسعة في تشكيل الأجهزة المساعدة. إن إنجاز المهام العديدة الموكلة إلى الرابطة استلزم إنشاء نوعين رئيسيين من الهيئات المساعدة:
- المنظمات الفنية التي تتعامل مع المالية والاقتصاد والنقل والصحة؛
- واللجان الاستشارية التي تتعامل مع المسائل العسكرية، ونزع السلاح، والتفويضات، والاتجار بالنساء والأطفال، والتعاون الفكري، وما إلى ذلك.

#### منظمة الصحة
تم إنشاء منظمة الصحة التابعة للعصبة وفقًا لأمر العهد بأن تتولى الرابطة "الوقاية من الأمراض والسيطرة عليها". كانت تتألف نظريًا من ثلاث هيئات: 
- قسم الصحة في أمانة الجامعة، ويضم مكتباً من الموظفين الدائمين وقسماً من الخبراء الطبيين. كما عمل قسم الصحة أيضًا مع بلدان لم تكن أعضاء في عصبة الأمم.
- لجنة الصحة، التي كان هدفها إجراء التحقيقات، والإشراف على سير العمل الصحي للرابطة، وإعداد العمل لتقديمه إلى المجلس. ركزت هذه الهيئة على أي قضية تتعلق بالأمراض والصحة.
- "المجلس الاستشاري العام للصحة"، وهو وظيفة كانت تتولاها عملياً هيئة مستقلة مقرها باريس، وهي المكتب الدولي للصحة العامة.

في الممارسة العملية، وبسبب وجهات النظر المتطرفة التي تتبناها عصبة الأمم (حيث تنص الميثاق على "وضع جميع المكاتب الدولية التي أنشئت بالفعل بموجب معاهدات عامة تحت إشراف عصبة الأمم")، أصبح عمل منظمة الصحة معقدًا بسبب التوترات المهمة مع هذه المنظمات القائمة على المعاهدات، مثل منظمة الصحة العالمية أو منظمة الصحة للبلدان الأمريكية. 
ومع ذلك، عملت منظمة الصحة بنجاح على عدد من المواضيع، مثل العمل مع حكومة الاتحاد السوفييتي لمنع أوبئة التيفوس بما في ذلك تنظيم حملة تثقيفية واسعة النطاق حول المرض. وتم تناول العديد من المواضيع، على سبيل المثال القضاء على مرض الجذام، والملاريا، والحمى الصفراء، حيث تم البدء بحملة دولية للقضاء على البعوض.

#### لجنة الانتدابات الدائمة
وقد نصت المادة 22 من ميثاق عصبة الأمم على وجود اللجنة: "يتم تشكيل لجنة دائمة لتلقي وفحص التقارير السنوية للدول المنتدبة وتقديم المشورة للمجلس في جميع الأمور المتعلقة بمراعاة الانتدابات". 
كانت لجنة الانتدابات الدائمة هي اللجنة التابعة لعصبة الأمم المسؤولة عن الإشراف على الأراضي المنتدبة. تأسست اللجنة في 1 ديسمبر 1920.  وقد تولت اللجنة هذا الدور من قسم التفويضات. 
على الرغم من أن اللجنة تألفت من أعضاء من المؤسسات الإمبريالية والسياسية الخارجية، إلا أن المنظمة كانت تتصرف بشكل مستقل عن الدول وأسست معايير تقيد سلوكيات القوى الاستعمارية.  كانت اللجنة هي الحالة الأولى التي خضعت فيها فرنسا أو بريطانيا لأي نوع من الرقابة الإمبراطورية.  ولعبت دورًا رئيسيًا في التأكيد على عدم إمكانية ضم الانتدابات من قبل القوى الاستعمارية. ساعدت اللجنة العسكرية الخاصة في إثبات أن الانتدابات تتمتع بوضع فريد بموجب القانون الدولي. 

#### التنظيم الاقتصادي والمالي
بعد انتهاء الحرب، كانت الأوضاع الاقتصادية والمالية في كافة الدول الأوروبية على وشك الانهيار الكامل. وفي هذا الإطار، نظمت الرابطة مؤتمرا كبيرا في بروكسل في شهري سبتمبر/أيلول وأكتوبر/تشرين الأول 1920. وكان الهدف هو إيجاد حل للمشاكل النقدية وتسهيل تداول السلع والأموال. وفي أعقاب المؤتمر أنشأت العصبة منظمة اقتصادية ومالية، تضمنت عدة لجان (مالية، اقتصادية، ضريبية، إحصائية). خلال السنوات التالية، قدمت العصبة المساعدة للعديد من البلدان الأوروبية: النمسا، والمجر، واليونان، وبلغاريا، وغيرها. ناقشت اللجنة المالية عدداً من القضايا العامة المتعلقة بالازدواج الضريبي والتهرب الضريبي. وتضمنت أعمال اللجنة الاقتصادية معالجة الرعايا والشركات الأجنبية، وإلغاء الحظر والقيود المفروضة على الواردات والصادرات، وتوحيد المصطلحات الجمركية، وتوحيد الأساليب الإحصائية، والسياسة التجارية، والأدوية البيطرية، والاتفاقيات الصناعية الدولية، ومشاكل الفحم، ومشاكل السكر، وقضية التهريب بشكل عام والكحول بشكل خاص، والحمائية غير المباشرة. في أكتوبر 1929 بدأ الكساد العظيم في الولايات المتحدة وسرعان ما انتقل إلى أوروبا. وفي عام 1933، نظمت منظمة العمال الوطنية مؤتمرا اقتصاديا جديدا في لندن بهدف التوصل إلى حل مشترك لحماية الاقتصادات الوطنية. إن الصراع بين الأهداف السياسية الدولية للقوى الكبرى ووجهات نظرها بشأن الرفاه الاقتصادي حال دون التوصل إلى أي حل متضافر.

#### النقل والمواصلات والاتصالات
وقد أدى النمو السريع في الاتصالات والنقل، عن طريق البر والبحر والجو، إلى توسع سريع في الأنشطة الفنية للعصبة فيما يتصل بهذه القضايا. ساهم إدخال أنظمة الإنتاج الضخم المنظمة في خطوط التجميع والمبنية على نماذج موحدة، بشكل كبير في تطوير النقل والاتصالات. أنشأت منظمة لندن للنقل والمواصلات منظمة الاتصالات والنقل في عام 1921. وضم مؤتمرها العام جميع الدول الأعضاء بينما ضمت اللجنة 18 عضواً. وانتهت مؤتمرات برشلونة عام 1921، وجنيف عام 1923 باتفاقيات بشأن التنظيم الدولي للموانئ البحرية، والممرات المائية، والسكك الحديدية. وتم تقديم المساعدة الفنية للدول الأعضاء، فضلاً عن المساعدة في نزاعات التحكيم المتعلقة بالترانزيت. لقد أنجزت منظمة الاتصالات والمواصلات أعمالاً مفيدة، وأصدرت قوانين سيتم الاحتفاظ بها في عمل الأمم المتحدة في المستقبل.

#### اللجنة الدولية للتعاون الفكري
أولت عصبة الأمم اهتماما كبيرا لمسألة التعاون الفكري الدولي منذ إنشائها. وقد أوصت الجمعية الأولى (ديسمبر 1920) بأن يتخذ المجلس إجراءات تهدف إلى تنظيم العمل الفكري على المستوى الدولي. اعتمد المجلس التقرير الذي قدمته اللجنة الخامسة للجمعية الثانية، ودعا لجنة مرموقة للتعاون الفكري إلى الاجتماع في جنيف في أغسطس/آب 1922. وتضمن برنامج عمل اللجنة: التحقيق في ظروف الحياة الفكرية، وتقديم المساعدة إلى البلدان التي تعرضت حياتها الفكرية للخطر، وإنشاء لجان وطنية للتعاون الفكري، والتعاون مع المنظمات الفكرية الدولية، وحماية الملكية الفكرية، والتعاون بين الجامعات، وتنسيق العمل الببليوغرافي والتبادل الدولي للمنشورات، والتعاون الدولي في مجال البحوث الأثرية.
أُنشئت اللجنة الدولية للتعاون الفكري في عام 1922. وقد ساهم رئيسها الأول هنري برجسون، إلى جانب العديد من الشخصيات البارزة، في تحسين ظروف العمال الفكريين وتسهيل الاتصالات. ومنذ عام 1926 أصبحت اللجنة جزءاً من المعهد الدولي للتعاون الفكري الذي أنشئ في باريس. وكانت السينما تعتبر أيضًا أداة مفيدة لتقريب العقول معًا. تم إنشاء المعهد الدولي للتربية السينمائية في روما بعد اقتراح من الحكومة الإيطالية ووضع تحت إشراف العصبة. ورغم أنه عمل تحت حكومة فاشية، فقد قام المعهد بعمل كبير في تعزيز المثل السلمية وروح التعاون الدولي.

#### أنشطة مكافحة المخدرات الدولية

##### اللجنة الاستشارية بشأن الاتجار بالأفيون والمخدرات الخطيرة الأخرى
كانت هيئة الأفيون المركزية الدائمة، المندمجة جزئياً في هيكل المنظمة، مسؤولة عن الإشراف على الاتجار بالأفيون وغيره من المخدرات الخطيرة. ويعتبره الكثيرون أحد أهم أنشطة الرابطة الاجتماعية والإنسانية.
قبل إنشاء عصبة الأمم، كانت هناك اتفاقية دولية - اتفاقية لاهاي بشأن الأفيون لعام 1912 - لم تدخل حيز التنفيذ قط. وقد وافق الموقعون على معاهدة فرساي بموجب المادة 295 على التصديق عليها بحكم الواقع. فرضت اتفاقية عام 1912، لأول مرة، التزامات معينة على الأطراف المتعاقدة بشأن تنظيم تجارة المخدرات وإنتاجها. وقد عينت عصبة الأمم بعد ذلك لجنة استشارية، وأصدرت تعليماتها إلى الأمانة العامة بجمع المعلومات الكاملة عن الخطوات المتخذة لتطبيق اتفاقية عام 1912.
تم إنشاء اللجنة الاستشارية المعنية بالاتجار في الأفيون والمخدرات الخطيرة الأخرى من قبل الجمعية الأولى للعصبة، في 15 ديسمبر 1920.  عقدت اللجنة الاستشارية اجتماعها الأول في الفترة من 2 إلى 5 مايو 1921، واستمرت في أنشطتها حتى عام 1940.  وقد خلفتها في إطار الأمم المتحدة لجنة المخدرات.

##### مجلس الأفيون المركزي الدائم
وفي عام 1925، تم توقيع اتفاقية الأفيون الثانية في جنيف، والتي جاءت مكملة وموسعة لاتفاقية عام 1912. ومن بين أمور أخرى، جعل القانون شهادات الاستيراد إلزامية، ووفر إشرافاً أكثر فعالية على الإنتاج والتجارة الدولية. ونصت الاتفاقية كذلك على إنشاء مجلس مركزي دائم للأفيون. تم إنشاء المجلس في عام 1928، وبنى نظام الرقابة الدولي. وعلى الرغم من كونه هيئة مفوضة بمعاهدة، ومستقل نظريًا عن عصبة الأمم، فقد أصبح جزءًا من هيكل عصبة الأمم. 

##### هيئة الرقابة على المخدرات
في عام 1931، دعت الجمعية إلى مؤتمر ناقش الحد من التصنيع الوطني للمخدرات باعتباره السبيل الوحيد للتأكد من عدم ترك أي هامش للاتجار غير المشروع، وقد أدى هذا إلى اعتماد معاهدة أخرى ("اتفاقية الحد") وجهاز آخر، وهو هيئة الإشراف على المخدرات هذه المرة مستقلاً عن عصبة الأمم، ويتكون من أربعة أعضاء ويتولى جمع التقديرات حول إنتاج البلدان وتجارة المخدرات الخاضعة للرقابة.  تم دمج هيئة الرقابة على المخدرات ومجلس الأفيون المركزي الدائم في مجلس مراقبة المخدرات الدولي في عام 1968.

##### المكتب الدولي للصحة العامة
بموجب اتفاقيات المخدرات لعام 1912 و1925 و1931، فإن المكتب الدولي للصحة العامة لديه عدد من المهام، بما في ذلك: ترشيح عضو واحد من هيئة الإشراف على المخدرات، وإجراء تقييم المستحضرات التي يجب وضعها تحت الضوابط الدولية أو إعفائها منها، بالإضافة إلى وظائف المراقبة الوبائية. 

#### اللجنة الاستشارية بشأن الاتجار بالنساء والأطفال
تم التوقيع على معاهدات دولية لمكافحة الإتجار بالبشر في عامي 1904 و1910.  وفي عام 1921، أنشأ مجلس الرابطة اللجنة الاستشارية المعنية بالاتجار بالنساء والأطفال. كانت اللجنة تتألف من مندوبين من تسع دول، بالإضافة إلى مقيمين تم تعيينهم من قبل خمس منظمات خاصة.  وقد كُلِّفت اللجنة بفحص التقارير السنوية التي يقدمها أعضاء الرابطة والحكومات بشأن الاتجار بالبشر. وفي عام 1921 تم اعتماد اتفاقية لتعزيز التدابير ضد الاتجار بالبشر. تم إنشاء لجنة مكافحة الإتجار بالمرأة والطفل. وقد مكنت التقارير السنوية للحكومات، إلى جانب تقارير المنظمات الخاصة الكبرى التي تعمل على خطوط موازية، اللجنة من مواصلة عملها في التنسيق والإشراف.

#### لجنة العبودية
نظرت العصبة في مشكلة العبودية وحرصت على تأمين المعلومات من الحكومات المختلفة منذ عام 1922. أجرت الرابطة تحقيقًا غير رسمي حول وجود العبودية وتجارة الرقيق في عامي 1922 و1923، وجمعت المعلومات من كل من الحكومات وكذلك المنظمات غير الحكومية مثل جمعية مكافحة العبودية والمكتب الدولي للدفاع عن الأجناس الأصلية. وبما أن هذا لم يكن تحقيقًا رسميًا وأن المعلومات أثبتت الحاجة إلى معالجة قضية العبودية، فقد تأسست لجنة العبودية المؤقتة في عام 1924، والتي أجرت تحقيقًا رسميًا وقدمت تقريرًا، وتم وضع اتفاقية بهدف تسريع إلغاء العبودية وتجارة الرقيق تمامًا.  وقد أسفرت اتفاقية العبودية المؤرخة في 25 أيلول/سبتمبر 1926 عن نتائج طيبة في العديد من المناطق.
وفي عام 1932، أثناء مراجعة الرابطة لتطبيق الاتفاقية، ظهر أن حالات أسر الرجال الأحرار لا تزال تحدث في بعض المناطق، وأن أسواق الرقيق لا تزال موجودة في العديد من البلدان. وقررت الجمعية، بناء على ذلك، تعيين لجنة استشارية دائمة لدراسة الحقائق والمؤسسات المتعلقة بالعبودية، ودراسة الوسائل الكفيلة بإزالتها. تأسست لجنة الخبراء المعنية بالعبودية في عام 1932، والتي أنشأت بدورها أول لجنة دائمة للعبودية، وهي اللجنة الاستشارية للخبراء المعنية بالعبودية. أجرت اللجنة تحقيقًا دوليًا كبيرًا حول العبودية وتجارة الرقيق، حيث قامت بتفتيش جميع الإمبراطوريات الاستعمارية والأراضي الخاضعة لسيطرتها بين عامي 1934 و1939.

#### لجنة اللاجئين
في عام 1921، ساعدت في تقديم المساعدة لحوالي 1.5 مليون شخص فروا خلال الثورة الروسية عام 1917. في أبريل/نيسان 1920، كان هناك أكثر من نصف مليون أسير حرب، معظمهم في روسيا، ينتظرون إعادتهم إلى وطنهم في ظروف سيئة للغاية. طلب مجلس عصبة الأمم من المستكشف النرويجي فريدجوف نانسن، دراسة الوضع. اتخذ نانسن خطوات فورية وتمكن في أقل من عامين من إعادة أكثر من 427 ألف أسير حرب إلى 26 دولة مختلفة. أنشأت العصبة لجنة للاجئين في عام 1921، وكان نانسن المفوض السامي الأول لها. في خريف عام 1922 حصل نانسن على جائزة نوبل للسلام. كما أنشأت اللجنة جواز سفر نانسن كوسيلة لتحديد هوية الأشخاص عديمي الجنسية. 

#### لجنة نزع السلاح
كان مؤتمر الحد من الأسلحة (1932-1934) (ويُطلق عليه أحيانًا مؤتمر نزع السلاح العالمي أو مؤتمر جنيف لنزع السلاح) بمثابة جهد بذلته الدول الأعضاء في عصبة الأمم، إلى جانب الولايات المتحدة، لتحقيق أيديولوجية نزع السلاح. وقد جرت هذه الأحداث في مدينة جنيف السويسرية، في الفترة ما بين عامي 1930 و1934، ولكن الأصح أنها جرت حتى مايو/أيار 1937.
لقد بُذلت أول محاولة للحد من الأسلحة الدولية في مؤتمري لاهاي في عامي 1899 و1907، لكنهما فشلا في تحقيق هدفهما الأساسي. على الرغم من أن العديد من المعلقين المعاصرين (والمادة 231 من معاهدة فرساي) ألقوا اللوم في اندلاع الحرب العالمية الأولى على ألمانيا، فإن المؤرخين الذين كتبوا في ثلاثينيات القرن العشرين بدأوا في التأكيد على سباق التسلح السريع الذي سبق عام 1914. وعلاوة على ذلك، فإن جميع القوى الكبرى، باستثناء الولايات المتحدة، كانت قد التزمت بنزع السلاح في معاهدة فرساي وميثاق عصبة الأمم. كما تطورت في عشرينيات وأوائل ثلاثينيات القرن العشرين حملة دولية غير حكومية كبيرة لتعزيز نزع السلاح.
وفي عام 1925، قامت عصبة الأمم بتشكيل لجنة تحضيرية؛ وبحلول عام 1931، كانت هناك مساندة كافية لعقد المؤتمر، الذي بدأ على النحو الواجب برئاسة وزير الخارجية البريطاني الأسبق آرثر هندرسون. يمكن تلخيص الدافع وراء المحادثات بمقتطف من الرسالة التي أرسلها الرئيس فرانكلين روزفلت إلى المؤتمر: "إذا وافقت جميع الدول بشكل كامل على التخلص من الأسلحة التي تجعل من الممكن شن هجوم ناجح واستخدامها، فإن الدفاعات ستصبح تلقائيًا منيعة وستصبح حدود كل دولة واستقلالها آمنين".
ولقد واجهت المحادثات عددا من الصعوبات منذ البداية. ومن بين هذه الخلافات كانت الخلافات حول ما يشكل أسلحة "هجومية" و"دفاعية"، والاستقطاب بين فرنسا وألمانيا. ولم تتمكن الحكومات الألمانية ذات التوجه العسكري المتزايد من رؤية أي سبب يمنع بلادها من التمتع بنفس مستوى التسليح الذي تتمتع به القوى الأخرى، وخاصة فرنسا. ومن جانبهم، أصر الفرنسيون على أن النقص العسكري الألماني هو الضمان الوحيد لهم ضد أي صراع مستقبلي خطير مثل الذي عانوه في الحرب العالمية الأولى. أما الحكومتان البريطانية والأميركية، فلم تكونا مستعدتين لتقديم الالتزامات الأمنية الإضافية التي طلبتها فرنسا مقابل الحد من الأسلحة الفرنسية.
انهارت المحادثات وسحب هتلر ألمانيا من المؤتمر ومن عصبة الأمم في أكتوبر 1933. لقد أثبتت ثلاثينيات القرن العشرين أنها فترة دولية ذات مصالح ذاتية إلى حد كبير بحيث لم تسمح بأي عمل متعدد الأطراف لصالح السلمية.

#### لجنة دراسة الوضع القانوني للمرأة
في عام 1935، قررت جمعية عصبة الأمم إجراء دراسة حول الوضع القانوني للمرأة "في جميع أنحاء العالم" ردًا على ضغوط المنظمات النسائية التي تطالب بعقد معاهدة دولية بشأن حقوق المرأة المتساوية. قررت الجمعية النظر في كيفية "فحص شروط معاهدة الحقوق المتساوية فيما يتصل بالوضع السياسي والمدني والاقتصادي الحالي للمرأة بموجب قوانين البلدان في جميع أنحاء العالم".
ولإجراء هذه الدراسة، تم تكليف لجنة دراسة الوضع القانوني للمرأة بتصميم استبيان لتقديمه إلى ثلاثة معاهد علمية: معهد القانون المقارن ومعهد القانون الجنائي في باريس ومعهد القانون الخاص في روما. تم تجنيد معهد القانون المقارن لدراسة حق المرأة في الانتخاب والوصول إلى المرافق التعليمية والأسئلة المماثلة. وقد كُلِّف معهد القانون الجنائي بقضايا القوانين الجزائية والجنائية المتعلقة بالمرأة، بينما ركز معهد القانون الخاص على الطلاق وحقوق الإقامة والقضايا المماثلة. وعلاوة على ذلك، وبعد مناقشات طويلة، وافقت اللجنة على الاستعانة بمنظمات نسائية مهتمة كانت تجري بالفعل دراسات حول الوضع القانوني للمرأة منذ بعض الوقت. ورغم أن العمل لم يكتمل بسبب اندلاع الحرب العالمية الثانية، فإن الدراسة وفرت الأساس الذي ستنظم عليه لجنة الأمم المتحدة المعنية بوضع المرأة عملها بعد عام 1946.
انعقد الاجتماع الأول للجنة الخبراء لدراسة الوضع القانوني للمرأة في جميع أنحاء العالم في جنيف في 4 أبريل/نيسان 1938. التقوا مرة أخرى في يناير 1939 قبل أن تحل اللجنة. وكان أعضاء اللجنة هم السيدة سوزان باستيد من فرنسا، أستاذة القانون بجامعة ليون؛ والسيد دي رويل من بلجيكا، المستشار القانوني لوزارة الخارجية البلجيكية وعضو محكمة التحكيم الدائمة؛ والسيدة أنكا جوديفاتش من يوغوسلافيا، مستشارة الوفد اليوغوسلافي في مؤتمر التدوين لعام 1930؛ والسيد إتش سي جوتيريدج من المملكة المتحدة، أستاذ القانون المقارن بجامعة كامبريدج. وقد انتُخب جوتيريدج رئيسًا للجنة؛ والسيدة كيرستين هيسلجرين من السويد، عضو الغرفة الثانية للبرلمان السويدي ومقررة اللجنة؛ والسيدة دوروثي كينيون من الولايات المتحدة، دكتوراه في القانون وعضو نقابة المحامين في نيويورك ومستشارة قانونية لعدد من المنظمات الوطنية؛ والسيد بول سيباستيان من المجر، المستشار ورئيس قسم الأطروحات بوزارة الخارجية؛ والسيد ماكينون وود من المملكة المتحدة الذي عمل أمينًا للجنة. 

## حماية الأقليات
أُسندت مهمة إعداد مشاريع معاهدات لحماية الأقليات في دول أوروبا الشرقية إلى لجنة الدول الجديدة التي أُنشئت في مؤتمر السلام في باريس في الأول من مايو/أيار 1919. المعاهدات العشر التي تتضمن أحكاماً تتعلق بالأقليات:
1. معاهدة 28 يونيو 1919، بين القوى الرئيسية المتحالفة والمرتبطة وبولندا، (الموقعة في فرساي، 28 يونيو 1919)، دخلت حيز التنفيذ اعتبارًا من 10 يناير 1920، ووضعت تحت ضمان عصبة الأمم، في 13 فبراير 1920.
2. معاهدة 10 سبتمبر 1919، بين القوى الرئيسية المتحالفة والمرتبطة وتشيكوسلوفاكيا، والتي وضعت تحت ضمان عصبة الأمم، 29 نوفمبر 1920.
3. معاهدة 10 سبتمبر 1919، بين القوى الرئيسية المتحالفة والمرتبطة ومملكة الصرب والكروات والسلوفينيين، التي وضعت تحت ضمان عصبة الأمم، 29 نوفمبر 1920.
4. معاهدة 9 ديسمبر 1919، بين القوى الرئيسية المتحالفة والمرتبطة ورومانيا، والتي وضعت تحت ضمان عصبة الأمم، 30 أغسطس 1920.
5. معاهدة 10 أغسطس 1920، بين القوى المتحالفة الرئيسية واليونان (الموقعة في نويي سور سين، 27 نوفمبر 1919)، ودخلت حيز التنفيذ اعتبارًا من 9 أغسطس 1920.
6. معاهدة 10 أغسطس 1920 بين القوى المتحالفة الرئيسية وأرمينيا.
7. المواد من 64 إلى 69 من معاهدة السلام مع النمسا (الموقعة في سان جيرمان أونلي في 10 سبتمبر 1919)، والتي دخلت حيز التنفيذ في 16 يوليو 1920، ووضعت تحت ضمان عصبة الأمم في 22 أكتوبر 1920.
8. المواد من 49 إلى 57 من معاهدة السلام مع بلغاريا (الموقعة في نويي سور سين، 27 نوفمبر 1919)، والتي وضعت تحت ضمان عصبة الأمم، 22 أكتوبر 1920.
9. المواد من 54 إلى 60 من معاهدة السلام مع المجر (الموقعة في تريانون في 4 يونيو 1920)، والتي وضعت تحت ضمان عصبة الأمم، 30 أغسطس 1921
10. المواد من 140 إلى 151 من معاهدة السلام مع تركيا (الموقعة في سيفر في 10 أغسطس 1920). وقد تم استبدال هذه المواد بالمواد 37 إلى 45 من معاهدة لوزان الجديدة.

## مالية العصبة
كانت عصبة الأمم مدعومة مالياً من قبل الدول الأعضاء. تتحكم الجمعية في الميزانية السنوية. وقد بلغ إجمالي الميزانيات المعتمدة للعصبة للسنوات الأربع 1921-1924 ما معدله 22,757,769 فرنكاً ذهبياً سنوياً، وهو ما يعادل 4,391,187 دولاراً أميركياً. وشمل هذا الرقم عصبة الأمم، والمحكمة الدائمة للعدل الدولي، ومنظمة العمل الدولية.
وكان متوسط حصة الميزانية لهذه الفترة:
- عصبة الأمم: 2,178,445 دولاراً أمريكياً بالقيمة الاسمية؛
- منظمة العمل الدولية: 1,350,675 دولاراً أمريكياً؛
- المحكمة الدائمة للعدل الدولي: 386,000 دولاراً أمريكياً. [25]

## السنوات الأخيرة من العصبة
ومنذ الانتكاسات الحرجة التي شهدتها عصبة الأمم في عام 1933، أصبح التعاون السياسي بين أعضائها غير فعال على نحو متزايد. وعلى العكس من ذلك، واصلت الأنشطة التقنية نموها.
وبناء على ذلك قرر المجلس تقييم فصل الأنشطة الفنية عن الأنشطة السياسية. توصلت لجنة برئاسة الأسترالي ستانلي بروس إلى أن هناك حاجة إلى إصلاحات جذرية. لكن هذه المقترحات توقفت فجأة بسبب استقالة الأمين العام، ج. أفينول، واندلاع الحرب العالمية الثانية.
وفي أعقاب الغزو الألماني لبولندا في الأول من سبتمبر/أيلول 1939، أعدت الأمانة العامة خططاً للانسحاب. إن التقدم السريع للجيوش الألمانية في عام 1940 فرض ضغوطاً على العصبة لنقل بعض الأنشطة وفقاً لدعوات من بعض الحكومات. وفي حين بقي الأمين العام في جنيف ليرمز إلى استمرارية عصبة الأمم والحياد السويسري، كانت الأنشطة الرئيسية تجري في مكان آخر.
وكان مقر المفوضية العليا لشئون اللاجئين وخزانة الأمانة العامة في لندن، وكان مقر لجنة الأفيون في واشنطن العاصمة، وتم نقل المنظمة الاقتصادية والمالية إلى برينستون.
ولم يتمكن لا الجمعية ولا المجلس من الاجتماع بعد ديسمبر/كانون الأول 1939، ولذا أُديرت بقية عصبة الأمم بواسطة لجنة مراقبة.

## ملحوظات
1. ↑  Grandjean، Martin (2017). "Complex structures and international organizations" [Analisi e visualizzazioni delle reti in storia. L'esempio della cooperazione intellettuale della Società delle Nazioni]. Memoria e Ricerca ع. 2: 371–393. DOI:10.14647/87204. مؤرشف من الأصل في 2025-01-08. See also: French version (PDF) and English summary.
2. ↑  Pedersen، Susan (2015). The Guardians: The League of Nations and the Crisis of Empire. Oxford University Press. ص. 5–7. DOI:10.1093/acprof:oso/9780199570485.001.0001. ISBN:978-0-19-957048-5.
3. ↑  Pedersen، Susan (2015). The Guardians: The League of Nations and the Crisis of Empire. Oxford University Press. ص. 7. DOI:10.1093/acprof:oso/9780199570485.001.0001. ISBN:978-0-19-957048-5.
4. 1 2 3 4  Buell, Raymond Leslie (1929). International Relations (بالإنجليزية). H. Holt. p. 670. Archived from the original on 2023-10-30.
5. ↑  Éric Roussel (1996). Jean Monnet. Paris: Fayard.
6. ↑  "Main Organs of the League of Nations". UN GENEVA. 16 ديسمبر 1920. اطلع عليه بتاريخ 2023-02-24.
7. 1 2 3 4 5 6  League of Nations (1920). The Records of the First Assembly, Plenary Meetings. League of Nations.
8. ↑  Buell, Raymond Leslie (1929). International Relations (بالإنجليزية). H. Holt. pp. 651–652. Archived from the original on 2023-10-30.
9. 1 2 3  Buell, Raymond Leslie (1929). International Relations (بالإنجليزية). H. Holt. pp. 663–664. Archived from the original on 2023-10-30.
10. ↑  Howard-Jones، Norman (1979). International public health between the two world wars : the organizational problems. Geneva: منظمة الصحة العالمية. hdl:10665/39249. ISBN:9241560584. مؤرشف من الأصل في 2023-04-06.
11. 1 2  Howard-Jones، Norman (1979). International public health between the two world wars : the organizational problems. Geneva: منظمة الصحة العالمية. hdl:10665/39249. ISBN:9241560584. مؤرشف من الأصل في 2023-04-06.Howard-Jones, Norman (1979). International public health between the two world wars : the organizational problems. Geneva: World Health Organization. hdl:10665/39249. ISBN 9241560584.
12. ↑  Pedersen، Susan (2015). The Guardians: The League of Nations and the Crisis of Empire. Oxford University Press. ص. 59–60. DOI:10.1093/acprof:oso/9780199570485.001.0001. ISBN:978-0-19-957048-5. مؤرشف من الأصل في 2024-12-04.
13. 1 2  Pedersen، Susan (2015). The Guardians: The League of Nations and the Crisis of Empire. Oxford University Press. ص. 59. DOI:10.1093/acprof:oso/9780199570485.001.0001. ISBN:978-0-19-957048-5.
14. ↑  Pedersen، Susan (2015). The Guardians: The League of Nations and the Crisis of Empire. Oxford University Press. DOI:10.1093/acprof:oso/9780199570485.001.0001. ISBN:978-0-19-957048-5. مؤرشف من الأصل في 2024-12-04.
15. ↑  Chin، Rachel (2018). "The Levant mandates and Charles de Gaulle's provisional government: power, culture and messages of imperial reform". European Review of History: Revue européenne d'histoire. ج. 25 ع. 2: 312–329. DOI:10.1080/13507486.2017.1409701. S2CID:149229793.
16. ↑  Pedersen، Susan (2015). The Guardians: The League of Nations and the Crisis of Empire. Oxford University Press. ص. 206–215. DOI:10.1093/acprof:oso/9780199570485.001.0001. ISBN:978-0-19-957048-5. مؤرشف من الأصل في 2024-12-04.
17. ↑  "Bulletin on Narcotics - Volume LIX, nos. 1 and 2, 2007". United Nations : Office on Drugs and Crime (بالإنجليزية). Retrieved 2022-02-28.
18. ↑  Bayer، István؛ Ghodse، Hamid (1999). "Evolution of international drug control, 1945-1995". Bulletin on Narcotics. ج. LI ع. 1 & 2: 003. مؤرشف من الأصل في 2023-04-26 – عبر UNODC.
19. ↑  McAllister, William B. (2000). Drug Diplomacy in the Twentieth Century – An international history (بen-EN). New-York: روتليدج (دار نشر). ISBN:0-415-17990-4.{{استشهاد بكتاب}}:  صيانة الاستشهاد: لغة غير مدعومة (link)
20. ↑  McAllister, William B. (2000). Drug Diplomacy in the Twentieth Century – An international history (بen-EN). New-York: روتليدج (دار نشر). ISBN:0-415-17990-4.{{استشهاد بكتاب}}:  صيانة الاستشهاد: لغة غير مدعومة (link)McAllister, William B. (2000). Drug Diplomacy in the Twentieth Century – An international history. New-York: Routledge. ISBN 0-415-17990-4.
21. 1 2 3  Buell, Raymond Leslie (1929). International Relations (بالإنجليزية). H. Holt. pp. 268–270. Archived from the original on 2023-10-30.
22. ↑  Torpey 2000، صفحة 129.
23. ↑  See United States Department of Labor (1947). International Documents on the Status of Women. Washington, D. C.: U. S. Government Printing Office. ص. Appendix A.
24. ↑  League of Nations (1924). Official Journal, January, 1924. League of Nations.